# Börm
Börm (dänisch: Børm) ist eine Gemeinde im Kreis Schleswig-Flensburg in Schleswig-Holstein. Börmerkoog und Neubörm liegen im Gemeindegebiet. Die Gemeinde Börm besteht aus den früher eigenständigen Gemeinden Börm und Neubörm. Neubörm besteht aus den Ortsteilen Meierhof, Querende, Dreizehn und Vierhäuser.

## Geographie
Börm liegt teils im Niedermoorgebiet der Treene-Sorge-Niederung, teils auf der Schleswiger Vorgeest.
Das westliche Gemeindegebiet reicht in die Eider-Treene-Niederung hinein und wird gebildet durch den Börmer Koog, einen ehemaligen Flachsee.

## Geschichte
Börm wurde urkundlich erstmals 1463 als Barm erwähnt, ein Ort am Barmer See (heute: Börmer Koog). Barm bezeichnete im Niederdeutschen eine Böschung bzw. eine Eindeichung (Berme). Der See wurde ab 1624 von Holländern trockengelegt. Die Deiche wurden jedoch schon um 1660 wieder zerstört, so dass das neu gewonnene Land zunächst wieder verlorenging. Erst 1702 konnte das Gebiet endgültig trockengelegt und besiedelt werden. 
Im Jahre 1763 entstand Neubörm. Kolonisten, die zum größten Teil aus dem Raum Darmstadt stammten (siehe Kartoffeldeutsche), erhielten Land, um eine Siedlung zu gründen und die Heide urbar zu machen. Weil die Ansiedlung teilweise dilettantisch durchgeführt war, verließ ein Großteil der Kolonisten schon wenig später die neue Siedlung, die verbliebenen teilten das Land unter sich auf.
Nach dem Deutsch-Dänischen Krieg von 1864 wurde Börm zunächst Teil vom Österreichisch-preußischen Kondominium in Schleswig-Holstein, 1867 schließlich Teil der preußischen Provinz Schleswig-Holstein. Im Jahre 1938 wurde Börm mit Neubörm vereinigt.
Seit 2009 besteht für das Gemeindegebiet eine Baumschutzsatzung.

## Politik

### Gemeindevertretung
Bei der Kommunalwahl am 14. Mai 2023 wurden insgesamt elf Sitze vergeben. Von diesen erhielt die Abordnung Börmer Bürger sechs Sitze und die Aktive Börmer Wählergemeinschaft fünf Sitze.

### Bürgermeister
Für die Wahlperiode 2013–2018 wurde Hans-Peter von Lanken (ABB) zum Börmer Bürgermeister gewählt. Von Lanken wurde 2018 im Amt bestätigt. 2023 erfolgte seine Wiederwahl.

### Wappen
Blasonierung: „Mit aufgebogener Teilungslinie von Grün und Gold geviert. Oben in verwechselten Farben die Giebelseite eines kleinen Bauernhauses (Kolonistenhaus), unten gekreuzt und mit den Eisen nach oben zwei Spaten, ebenfalls in verwechselten Farben.“
Das Bauernhaus im Wappen stellt ein sogenanntes „Kolonistenhaus“ aus dem Ortsteil Neubörm dar. Es entstand im Zuge der Heide- und Moorkolonisation Mitte des 18. Jahrhunderts. Die gekreuzten Spaten symbolisieren die Trockenlegung des ehemaligen Barmer Sees, des heutigen Börmer Koogs. Die gebogene Teilungslinie des Wappens bezieht sich auf den Ortsnamen „Börm“ (nd. Barm, Berme = Anhäufung, Erhebung, Böschung) und damit zugleich auf die Besiedlung der kleinräumig vorhandenen Geestinseln zwischen den östlichen Zuflüssen in den ehemaligen Barmer See. Die wechselnden Farben Grün und Gold symbolisieren die beiden Naturräume – geprägt einerseits durch die trockene Sanderfläche im Osten, sowie die feuchten Niederungen im Westteil.
Das Wappen selbst wurde erst vor wenigen Jahren entworfen.